# Poyang
Poyang jezero (kineski: 青海湖; pinyin: Póyáng Hú) je najveće slatkovodno jezero u istočnoj Kini, uz rijeku Jangce u kineskoj pokrajini Jiangxi, oko 250 km jugoistočno od grada Wuhana. Nastalo je na vlažnoj travnatoj ravnici na ušću pet rijeka, a na sjeveru se proteže kroz kraće tjesnace između gradova Hukou i Duchang, ulazi u Yangtze. 
Jezero ima veliku hidrološku važnost kao regulator rijeke Jangce tijekom kišnog razdoblja. Naime, tijekom visokok vodostaja voda iz Yangtzea teče u Poyang, što ublažava vodostaj i ograničava poplave nizvodno od ušća. Procjenjuje se kako da ima kapacitet jedne petine godišnjeg protoka rijeke. Površina i vodostaj Poyanga značajno varira na godišnjoj razini, ali obično pokriva oko 3.500 km². Naime, pritoke preplavljuju jezero velikom količinom mulja, koji se redovito uklanja radi održavanja plovnih putova. No, zbog suše 2012. godine, ali i vađenja pijeska i akumulacije vode na Brani tri klanca, površina jezera se smanjila na samo 200 km². To je praktično onemogućilo ribolov i plovidbu jezerom.
Jezero se nalazi na raskršću nekoliko ptičjih migracijskih putova preko Azije i mnoge vrste koriste njegove močvare kao postaju tijekom seobe. Ukupno je na području jezera zabilježeno više od 300 vrsta ptica, kao što je sibirski ždral čijih 90% jedinki na ovom jezeru provede zimu. Na cijelom području jezera je zabranjen ribolov još od 2002. godine. Područje u sjeverozapadnom dijelu jezera, veličine 224 km², zaštićeno je kao rezervat prirode koji je prema Ramsarskoj konvenciji proglašen i močvarnim područjem od međunarodnog značaja.
- Pješčani sprudovi jezera Poyang
- Ribolov kormoranima na jezeru
- Most preko jezera
- Vodostaj jezera u siječnju 2014.

## Vanjske poveznice
|  | Zajednički poslužitelj ima još gradiva o temi Poyang |

- Stranice Chinadialogue.net: Spašavanje besperajne pliskavice  Arhivirana inačica izvorne stranice od 4. ožujka 2016. (Wayback Machine) (engl.)